# Thierry Dusautoir
Pour la skieuse andorrane, voir Sophie Dusautoir Bertrand.

a Compétitions nationales et continentales officielles uniquement.

b Matchs officiels uniquement.
Dernière mise à jour le 8 mai 2017.
Thierry Dusautoir, né le 18 novembre 1981 à Abidjan (Côte d'Ivoire), est un joueur international français de rugby à XV né d'un père français et d'une mère ivoirienne et détenteur des deux nationalités. Évoluant au poste de troisième ligne aile, il a joué 11 saisons au Stade toulousain et obtenu 80 sélections en équipe de France jusqu'à sa retraite sportive en mai 2017. 
Avec l'équipe de France, dont il détient le record du nombre de capitanats (56), il participe au Grand chelem obtenu en 2010 et dispute la finale perdue de la coupe du monde 2011, compétition dont il participe à trois éditions, en 2007, 2011 et 2015. En club, il commence en championnat de France avec le CA Bègles-Bordeaux, rejoint l'US Colomiers puis le Biarritz olympique, club avec lequel il remporte deux titres de champion de France en 2005 et 2006 et dispute une finale de coupe d'Europe. En 2006, il rejoint le Stade toulousain, remportant trois nouveaux titres de champion de France en 2008, 2011 et 2012, et disputant une nouvelle finale de coupe d'Europe, avant de remporter l'édition 2010 de celle-ci.
Sur le plan individuel, il est élu meilleur joueur du monde pour l'année 2011 par l'International Rugby Board intégrant le cercle très fermé des joueurs français ayant obtenu cette distinction avec Fabien Galthié et Antoine Dupont. Dusautoir est introduit au Temple de la renommée World Rugby en 2023. Il détient aussi le record de plaquages en un seul match (38 plaquages contre la Nouvelle-Zélande en 2007).

## Carrière

### Enfance et débuts au CA Périgueux

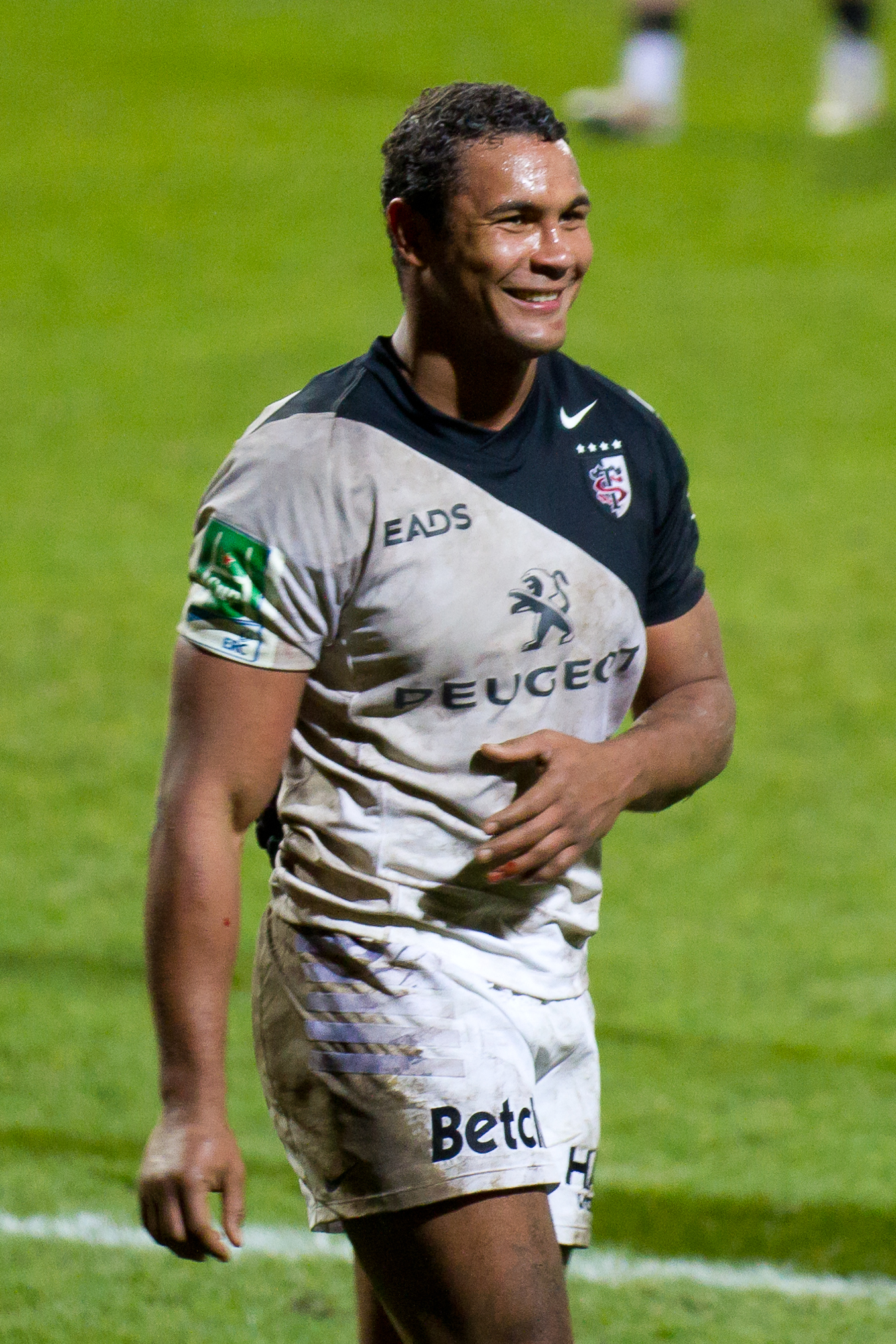
Thierry Dusautoir lors d'un match de la coupe d'Europe 2011-2012.

Thierry Dusautoir naît à Abidjan d'un père français, Bertrand, qui dans le cadre de la coopération est professeur de sciences et d'une mère ivoirienne, Kekane. Il vit à Divo où ses grands-parents paternels, installés depuis 1948, possèdent une plantation de cacao et de café.
À dix ans, il rejoint la France, pour habiter Périgueux. Peu après ce retour, son père tombe en dépression et ses parents divorcent. Sa mère reprend ses études, DEUG de droit, puis un diplôme d'aide-soignante, pour élever son fils Thierry et sa sœur Wassia. Il rejoint l'internat, au lycée Bertran-de-Born de Périgueux, continuant en parallèle le judo, sport où il obtient une ceinture marron. 
Ce sont ses camarades de lycée qui le conduisent au rugby à XV, au club de Trélissac, lors de la saison 1997-1998. Il y apprend les bases du rugby. Il rejoint rapidement le club du CA Périgueux qui joue alors dans l'élite. Après avoir obtenu son baccalauréat scientifique à 17 ans, il fait maths sup' puis rentre à l'École nationale supérieure de chimie et physique de Bordeaux. Il décide de quitter le CA Périgueux, estimant ne pas pouvoir assumer le coût des allers-retours entre Bordeaux et Périgueux. Ses entraîneurs le mettent alors en contact avec le club du CA Bordeaux-Bègles. Il commence ainsi sa carrière en championnat de France, alors désigné sous le nom de Top 16. Il y occupe un poste de titulaire.

### Premiers succès avec Colomiers
Le club bordelais subissant une rétrogradation financière en Pro D2 à la fin de la saison 2002-2003, Thierry Dusautoir rejoint le club de la banlieue toulousaine de l'US Colomiers et poursuit ainsi sa carrière au plus haut niveau national. À Colomiers, il s'impose tant sur la scène nationale qu'européenne. Malheureusement pour lui et pour son club, sa saison est marquée par de nombreuses blessures, qui l’empêchent d'honorer sa première sélection malgré de multiples convocations, lors des tournées et du tournoi des 6 nations. Malgré un effectif de qualité, composé de joueurs tels que Jean-Philippe Grandclaude, Patricio Albacete, Julien Arias, Benjamin Thiéry ou encore Farid Sid, l'US Colomiers est frappée d'une double relégation financière et sportive et Thierry Dusautoir doit hélas quitter le club, après une année.

### 2004 - 2006: Top 14 avec le Biarritz olympique
La saison suivante, à 23 ans, il rejoint le Biarritz olympique, champion en 2002 et désireux de reconquérir le bouclier de Brennus. Il commence sa saison avec son nouveau club en novembre en tant que titulaire lors d'une rencontre de Top 16 face à Bourgoin. Il inscrit son premier essai avec le B.O. un mois plus tard, face à Béziers. Il inscrit ensuite deux autres essais, face à Grenoble puis au Stade toulousain. Au total il dispute 18 rencontres dans ce championnat, dont 17 en tant que titulaire. Il est remplaçant lors de la demi-finale victorieuse face à Bourgoin. Victime d'un intoxication alimentaire, il est forfait pour la finale qui voit Biarritz s'imposer après prolongation, sur le score 37 à 34 face au Stade français. Il dispute les deux rencontres de phases finales en coupe d'Europe, à chaque fois en tant que remplaçant, lors de la victoire face aux Irlandais du Munster, puis lors de la défaite 20 à 17 face au Stade français en demi-finales.
Lors de sa deuxième saison, il dispute 26 des 28 rencontres disputées par son club en championnat, désormais disputé par quatorze équipes. Biarritz, premier de la phase régulière, affronte Perpignan en demi-finale, où Dusautoir est utilisé en tant que remplaçant. Pour la finale, il est titulaire lors d'un match où Biarritz conserve son titre de champion de France, en s'imposant face au Stade toulousain sur le score de 40 à 13. Lors de cette saison, il inscrit comme la saison passée trois essais, face à Brive, à Castres et à Bayonne. En coupe d'Europe, il dispute sept rencontres avec son club, dont la demi-finale face aux Anglais de Bath en tant que titulaire. Il officie en tant que remplaçant lors de la finale, perdue 23 à 19 face à la province irlandaise du Munster au Millennium Stadium de Cardiff.
Thierry Dusautoir est appelé par Bernard Laporte pour disputer la tournée d'été de l'équipe de France. Il revêt son premier maillot bleu lors du premier match de celle-ci, face à la Roumanie, inscrivant son premier essai avec les Bleus. Lors de cette victoire 62 à 14 à Bucarest, les Français marquent neuf essais. De nouveau titularisé lors du match suivant, au Cap face aux Springboks sud-africains, il doit sortir sur blessure. La France s'impose sur le score de 36 à 26.

### Stade toulousain et XV de France

#### Les débuts en équipe de France et la coupe du monde 2007

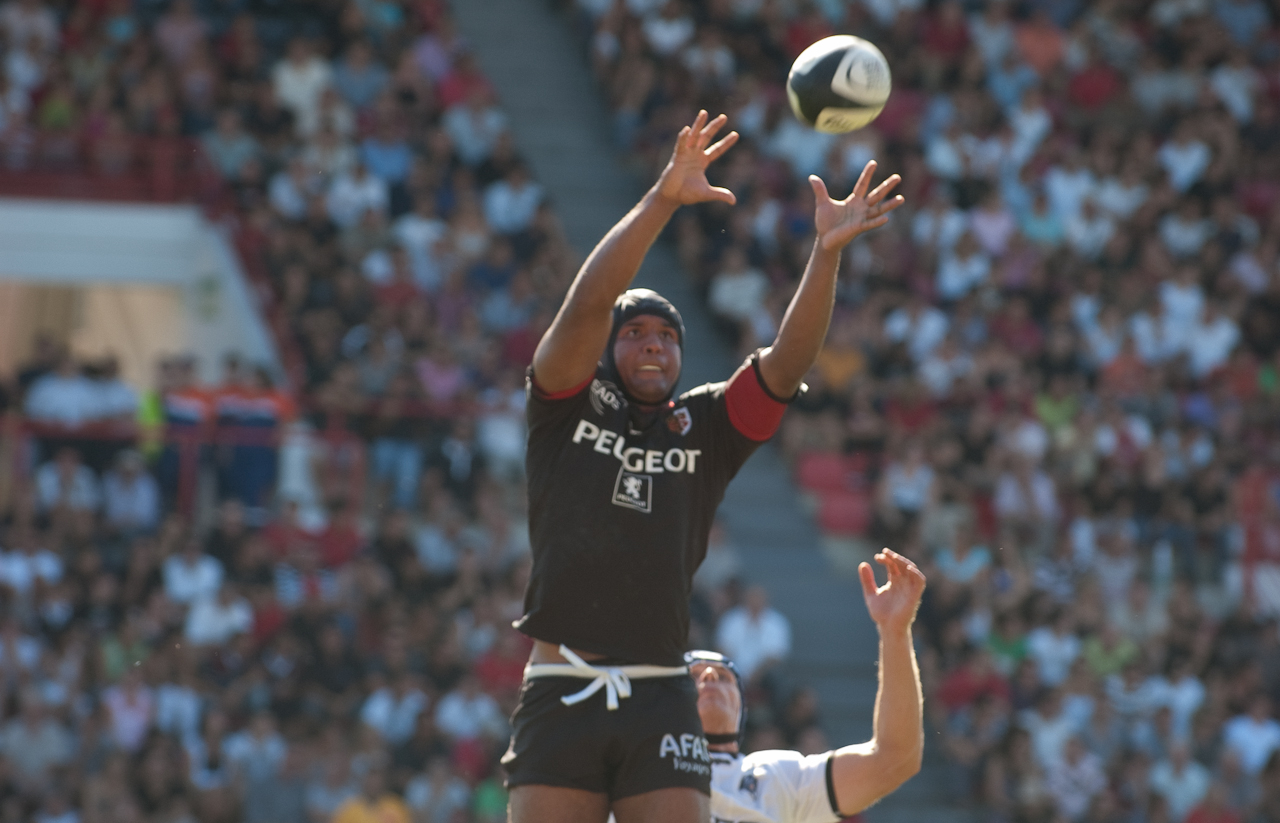
Thierry Dusautoir, en 2009.

Bernard Laporte fait de nouveau appel à lui lors de la rencontre de novembre face à l'équipe de Nouvelle-Zélande, perdue à Lyon sur le score de 47 à 3. Il n'est pas conservé pour le deuxième match face aux All Blacks. Quelques mois plus tôt, à l'été 2006, il rejoint le Stade toulousain, en quête du Bouclier depuis 2001. Il dispute 24 matchs de championnat, inscrivant deux essais, face au CA Brive et à Montauban. Il dispute également cinq rencontres en coupe d'Europe où le Stade toulousain, avec un bilan de trois victoires et trois défaites, ne se qualifie pas pour les quarts de finale.
En mars 2007, il est sélectionné avec les Barbarians français pour jouer un match contre l'Argentine à Biarritz. Les Baa-Baas s'inclinent 28 à 14.
Il est dans un premier temps non retenu dans le groupe de 30 joueurs sélectionnés par Bernard Laporte. En concurrence avec le deuxième ligne Pascal Papé pour pallier le forfait d'Elvis Vermeulen souffrant d'une hernie discale, sa bonne intégration au sein de son nouveau club de Toulouse convainc le sélectionneur de l'appeler malgré une faible expérience internationale, seulement trois sélections. 
Sa sélection oblige Laporte à réorganiser sa troisième ligne, le poste de numéro 8 occupé par Vermeulen devant être confié à Imanol Harinordoquy ou Julien Bonnaire. Cet événement marque un tournant décisif dans sa carrière et son statut au sein des Bleus. Non utilisé lors du premier match face à l'Argentine, Dusautoir fait partie des douze nouveaux joueurs à être titularisé face à la Namibie par rapport au premier match. Il inscrit l'un des treize essais de l'équipe de France qui s'impose 87 à 10. Il est de nouveau titularisé face à l'Irlande lors du match suivant, décisif pour la qualification après la défaite initiale face aux Argentins. Avec une victoire 25 à 3, la France obtient sa qualification. Lors du quart de finale face aux All Blacks, Dusautoir effectue 38 plaquages,, ce qui lui vaudra après ce match le surnom de « Dark destroyer » par la presse anglo-saxonne,,. Lors de cette rencontre, finalement remportée sur le score de 20 à 18 au Millennium Stadium de Cardiff, il inscrit le premier essai français à la 54e minute, la transformation de celui-ci permettant aux Français d'égaliser à 13 partout. Après un essai All Blacks, les Français prennent l'avantage grâce à un essai de Yannick Jauzion transformé par Jean-Baptiste Élissalde. Confrontés aux Anglais en demi-finale à Saint-Denis, les Français s'inclinent 14 à 9 puis subissent une deuxième défaite face aux Pumas lors de la finale pour la troisième place.

#### Confirmation et capitaine avec Marc Lièvremont
Il enchaîne en 2008 avec le Tournoi des Six Nations, où il dispute quatre matchs sous les ordres du nouveau sélectionneur, Marc Lièvremont : deux victoires contre l'Écosse et l'Irlande, et deux défaites face à l'Angleterre et face au pays de Galles. Avec son club, il participe à la reconquête du Brennus lors du championnat grâce à une victoire 26 à 20 face à Clermont. En coupe d'Europe, le Stade toulousain, après avoir éliminé les Gallois des Cardiff Blues en quart de finale, puis les Anglais des London Irish en demi-finale, s'incline 16 à 13 face aux Irlandais du Munster. Dusautoir participe aux neuf rencontres disputées par son club, dont huit en tant que titulaire.

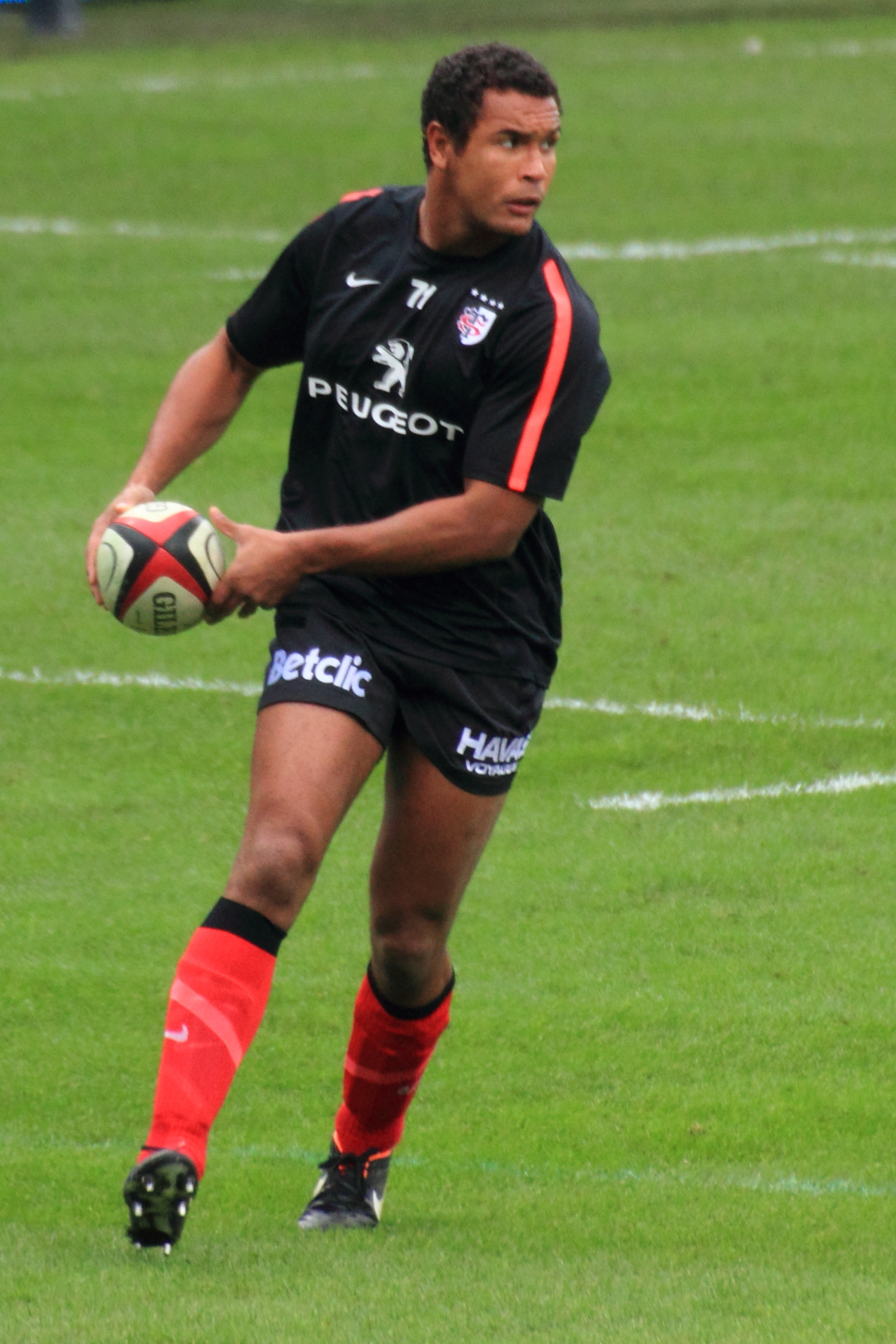
Thierry Dusautoir à l'échauffement.

La saison 2008-2009 démarre bien pour le Stade toulousain avec notamment des victoires significatives contre le Stade français en Top 14 et contre Bath en coupe d'Europe. Dusautoir fait partie du groupe de la tournée d'automne 2008 : Lièvremont en fait son vice-capitaine. Pour le premier match de celle-ci, lors de la victoire 12 à 6 face à l'Argentine, il remplit le rôle de capitaine en fin de rencontre après la sortie de Lionel Nallet. Avec le forfait de celui-ci pour la tournée dans l'hémisphère sud, Dusautoir obtient sa première titularisation avec le rôle de capitaine face aux All Blacks. Lors du premier match, à Dunedin, les Français s'imposent 27 à 22, quatrième victoire de l'histoire des Bleus sur le sol néo-zélandais. Une semaine plus tard, les All Blacks s'imposent 14 à 10, mais grâce à la différence de points, les Français remportent le Trophée Dave Gallaher. Lors du dernier match de la tournée, les Français s'inclinent 22 à 6 en Australie face aux Wallabies. Avant cette tournée, il connait une fin de saison difficile en club, avec une élimination en quart de finale de la coupe d'Europe par les Gallois des Cardiff Blues et en demi-finale du championnat de France par Clermont.

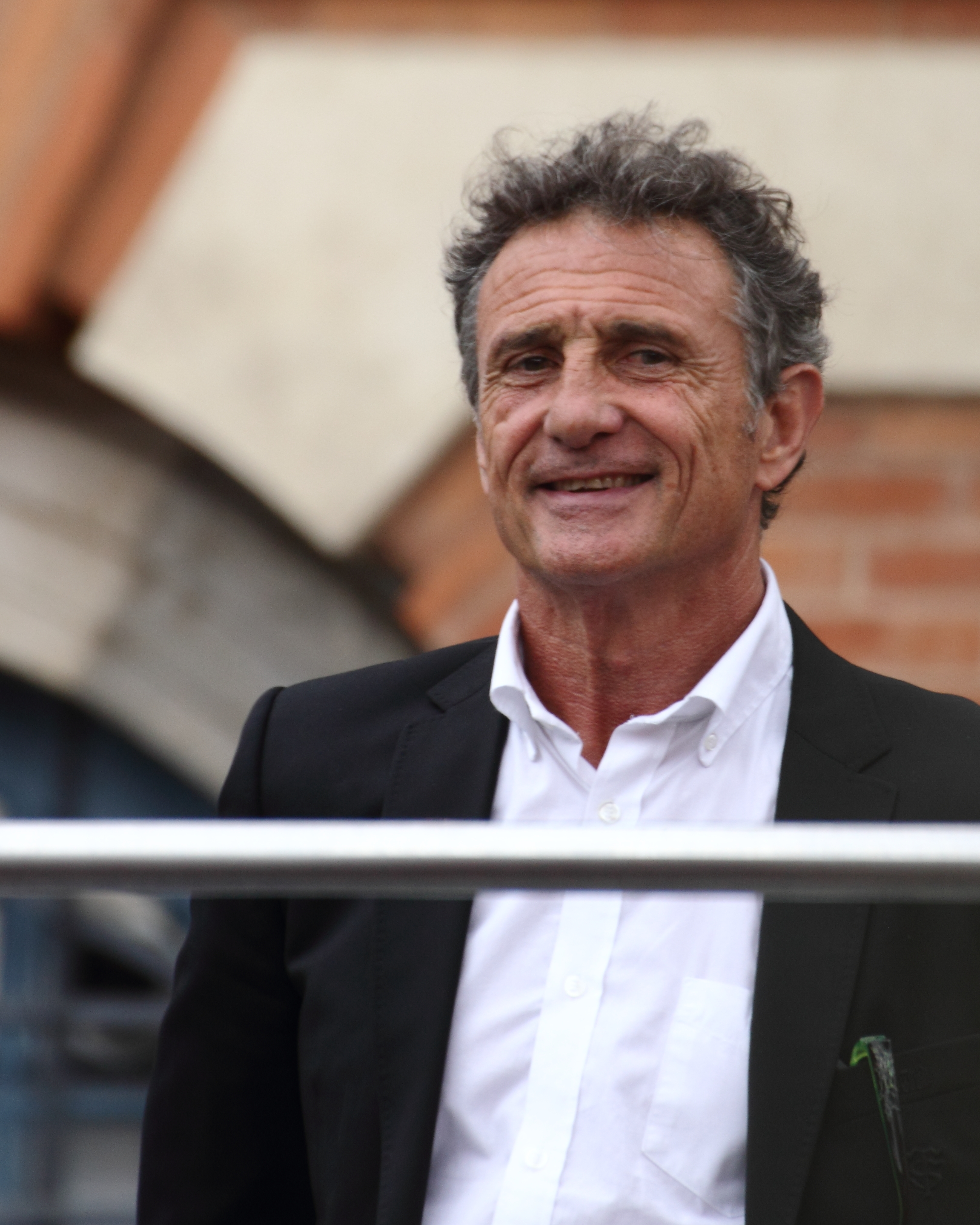
Guy Novès, ici en 2012, son entraineur à Toulouse jusqu'à la saison 2014-2015.

En octobre 2009, le sélectionneur Marc Lièvremont le désigne capitaine du XV de France où il succède à Lionel Nallet. Après deux victoires, 20 à 13 face aux Springboks puis 43 à 5 aux Samoa, rencontre où il inscrit un essai, les Français s'inclinent 39 à 12 face aux All Blacks. En début de l'année suivante, il remporte le Grand chelem lors du tournoi des six nations 2010. Pour la saison 2009-2010, l'entraîneur toulousain Guy Novès, qui pense que l'« on ne peut avoir un capitaine tout au long de l'année » l'utilise parfois au poste de capitaine, parmi d'autres joueurs cadres comme Jean Bouilhou, capitaine des saisons précédentes, Yannick Nyanga ou William Servat.  En championnat de France, Thierry Dusautoir dispute 18 rencontres, dont le match de barrage face au Castres olympique mais est seulement remplaçant dans une équipe de Toulouse remaniée face à Perpignan en demi-finale, rencontre perdue 21 à 13, Novès privilégiant la finale de la Coupe d'Europe qui se déroule la semaine suivante. Thierry Dusautoir dispute les neuf matchs européens de son équipe, tous en tant que titulaire. Le Stade remporte son quatrième titre européen. Après une phase régulière terminée avec un bilan de cinq victoires et une défaite et où Dusautoir inscrit son seul essai de la compétition, Toulouse élimine le Stade français, 42 à 16, puis la franchise irlandaise du Leinster en demi-finale, 26 à 16, deux matchs disputés au stadium de Toulouse. Lors de la finale disputée au stade de France, Toulouse s'impose 21 à 19 face à Biarritz,.
Thierry Dusautoir dispute les cinq rencontres du Tournoi 2011. Après deux victoires face à l'Écosse et l'Irlande, la France s'incline à Twickenham face aux Anglais puis contre les Italiens. En remportant le match face au pays de Galles, elle termine à la deuxième place de la compétition. Après avoir disputé les six rencontres de la phase de poule de la coupe d'Europe 2010-2011, inscrivant quatre essais, face aux Newport Dragons, puis aux Glasgow Warriors et de nouveau face à Newport où il inscrit deux essais, il est absent du quart de finale victorieux face à Biarritz au stade d'Anoeta, une petite entorse cheville et au genou gauche subie lors d'une rencontre de championnat face au Racing le privant d'un mois de compétition. Revenu de blessure une semaine plus tôt, il est remplaçant lors pour la demi-finale face au Leinster. Le Stade toulousain s'incline 32 à 23. En championnat de France, après avoir disputé 18 rencontres de la phase régulière, il participe à la demi-finale victorieuse face à Clermont, 29 à 6, puis une semaine plus tard à la finale remportée 15 à 10 face à Montpellier. Durant cette saison, il inscrit deux essais, face au Castres olympique et à Bourgoin.
Retenu parmi 32 joueurs dans la première sélection de Marc Liévremont pour la coupe du monde, il fait partie de la sélection définitive des 30 joueurs. La France commence sa compétition par une victoire face au Japon, puis s'incline face aux All Blacks et face aux Tonga, où il est critiqué pour sa prestation. Deuxième de son groupe, elle affronte l'Angleterre en quart de finale, s'imposant sur le score de 19 à 12. Opposés au pays de Galles, les Français profitent de l'avantage numérique, expulsion du capitaine gallois Sam Warburton dès la 19e minute pour s'imposer sur le score de 9 à 8. Le 23 octobre 2011, il marque l'unique essai français lors de la finale perdue 8 à 7 face aux All Blacks à l'Eden Park d'Auckland. Il est sacré homme du match par l'IRB à l'issue de la rencontre. Le 24 octobre, il est élu joueur de l'année 2011 par l'IRB, il est le second Français à obtenir cette distinction après Fabien Galthié en 2002.

#### Échecs avec Toulouse et l'équipe de France

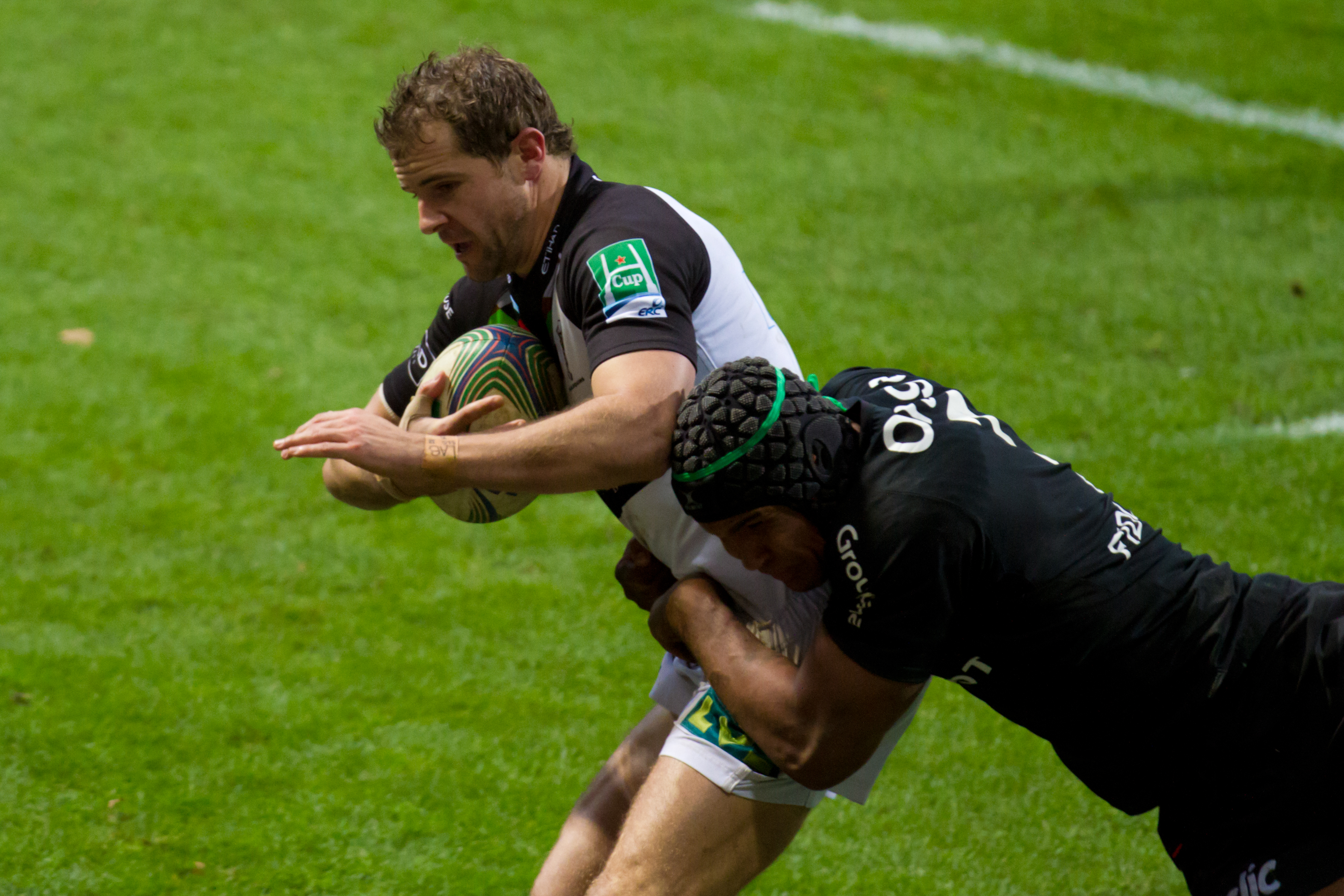
Thierry Dusautoir plaquant Nick Evans des Harlequins en 2011-2012.

Il retrouve les Bleus lors du tournoi 2012, où la France débute par deux victoires, face à l'Italie et l'Écosse. Après un nul à Paris face aux Irlandais, la France concède une défaite au Stade de France face aux Anglais, puis s'incline au Millennium Stadium face aux Gallois, terminant ainsi à la quatrième place. Premier de sa poule de coupe d'Europe, où Dusautoir inscrit un essai face à Gloucester, Toulouse s'incline lors du quart de finale face à la franchise écossaise d’Édimbourg Rugby. Le Stade toulousain, premier à l'issue de la phase régulière, s'impose en demi-finale le Castres olympique sur le score de 24 à 15. Lors de la finale face aux Rugby club toulonnais, les toulousains s'imposent 18 à 12.
Philippe Saint-André ne le sélectionne pas pour la tournée de juin 2012 en Argentine afin de lui procurer du temps de repos.
Il se blesse au genou lors du troisième match de la coupe d'Europe, face à Trévise. Cette blessure le prive des tests de novembre. De nouveau laissé au repos lors du premier match face aux Gallois des Ospreys, il retrouve une place de titulaire lors du match retour, une défaite 17 à 6 qui réduit les chances de qualification. Il est présent lors de la dernière rencontre face à Leicester, perdue 9 à 5 qui élimine Toulouse, obtenant toutefois une qualification pour les quarts de finale du challenge européen où ils affrontent un autre club français, Perpignan. Bien qu'il réintègre le groupe de l'équipe de France pour le Tournoi 2013, le sélectionneur confie le poste de capitaine à Pascal Papé, qui l'a suppléé lors des derniers tests, désirant assurer la continuité de l'automne. Dusautoir retrouve le rôle de capitaine après la blessure de Papé face à l'Italie lors de la première rencontre du tournoi, blessure qui le prive de la fin de la compétition, Il participe aux cinq rencontres de la compétition où la France, avec trois défaites, un nul et une victoire, termine à la dernière place. Après cette interruption liée au Tournoi, internationale, il est laissé au repos face à Perpignan qui se qualifie pour la demi-finale du challenge européen en s'imposant 30 à 19. Troisième de la phase régulière, Toulouse élimine le Racing lors des barrages sur le score de 33 à 19, puis s'incline 24 à 9 face à Toulon en demi-finale. Thierry Dusautoir, qui inscrit deux essais, face au Stade français et Clermont, participe à seize rencontres dont les deux des phases finales. En juin, il est de nouveau capitaine de l'équipe de France qui se rend en Nouvelle-Zélande pour disputer trois tests face aux All Blacks. Les Bleus concèdent trois défaites, 23 à 13, 30 à 0 et 24 à 9.
Il participe aux six rencontres de la phase de poule de la coupe d'Europe, inscrivant un essai contre les Irlandais du Connacht. En janvier 2014, lors de la dernière journée, il se blesse lors de la victoire 16 à 6 face au club italien de Parme. Cette blessure, rupture du tendon du biceps droit, doit, selon Guy Novès, le rendre indisponible pour quatre mois. Pendant cette absence, l'équipe de Toulouse, qualifiée pour les quarts de finale, s'incline face au Munster. Cela le prive également du Tournoi 2014. Il fait son retour lors d'un match du Top 14 fin avril contre Grenoble. Il fait partie du groupe qui se rend pour une tournée de trois tests en Australie. Non retenu pour le premier test, il dispute le deuxième match, perdu 6 à 0 face aux Wallabies. Lors du dernier test, le 21 juin, il établit un nouveau record du nombre de capitanats en équipe de France avec 43 sélections. Ce record était jusque-là détenu par son ancien coéquipier Fabien Pelous. Lorsqu'il finit sa carrière internationale, il cumule 56 capitanats.
Lors du premier test de novembre, face aux Fidji, la France, qui intègre de nouveaux joueurs, Scott Spedding et Alexandre Dumoulin et une paire de demis inédite formée par Sébastien Tillous-Borde et Camille Lopez, s'impose sur le score de 40 à 15. Une semaine plus tard, elle remporte un deuxième succès consécutif en s'imposant 29 à 26 face aux Wallabies. Toutefois, la sélection s'incline lors du dernier match, 18 à 13 face à l'Argentine.

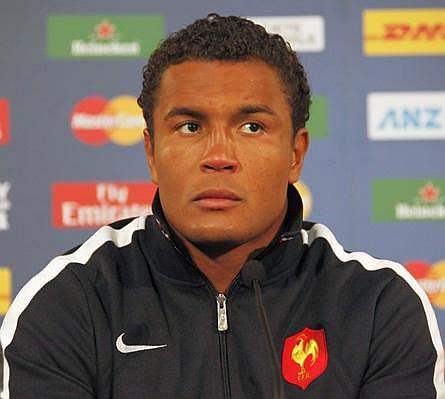
Thierry Dusautoir en conférence de presse

La France commence son Tournoi 2015 par une victoire face à l'Écosse mais concède une défaite dès la deuxième journée face à l'Irlande à Lansdowne Road. Après une nouvelle défaite, au Stade de France face au pays de Galles, les Français s'imposent à Rome face à l'Italie. Lors de la dernière journée, les Français s'inclinent face aux Anglais sur le score de 55 à 35, sept essais contre cinq en faveur du XV anglais. En janvier de la même année, il prolonge pour deux saisons supplémentaires son contrat avec le Stade toulousain. Il participe aux six rencontres disputées par son club en coupe d'Europe, dont cinq en tant que titulaire. Avec un bilan de quatre victoires et deux défaites, Toulouse ne se qualifie pas pour les quarts de finale. En championnat de France, où il inscrit son seul essai face à la Rochelle en quinze rencontres de la phase régulière, Dusautoir participe à la victoire 20 à 19 face à Oyonnax, puis à la défaite 18 à 14 en demi-finale face à Clermont.
Retenu dans le groupe de 36 joueurs préparant la coupe du monde, il est absent lors des deux tests face aux Anglais en raison d'une blessure au genou. Il est toutefois bien présent dans la sélection finale pour la coupe du monde. Il est titularisé pour le dernier match de préparation face à l'Écosse, remporté sur le score de 19 à 16.
Il dispute trois des quatre matchs de poule de l'équipe de France, victoire 32 à 10 contre l'Italie et 41 à 18 contre le Canada, puis défaite 9 à 24 contre l'Irlande. Deuxième de sa poule après la défaite contre les Irlandais, la France affronte la Nouvelle-Zélande en quart de finale. Lors de celle-ci, la France subit une lourde défaite, 62 à 13, écart qui devient le nouveau record pour un quart de finale de coupe du monde.

#### Fin de carrière, nouvel entraîneur
Le nouvel entraîneur du Stade toulousain, Ugo Mola, confirme, après la coupe du monde 2015, Thierry Dusautoir comme capitaine de l'équipe rouge et noir. Quelques semaines après son retour en club, Dusautoir annonce le 4 décembre 2015 sa retraite internationale à l'issue d'un entretien avec Guy Novès, nouveau sélectionneur de l'équipe de France. À la suite de cette annonce, de nombreux hommages sont adressés au capitaine de l'équipe de France. C'est le cas de ses anciens sélectionneurs, et entre autres le premier à l'avoir appelé en équipe de France, Bernard Laporte.

« Thierry Dusautoir, c’est un monument qui nous quitte. Avec 80 sélections, énormément de capitanats en équipe de France, neuf ans au très haut niveau. Mais il le fallait sans doute un peu. C’est un garçon intelligent, il a 34 ans, ce qui veut dire qu’il en aura 38 à la prochaine Coupe du monde. Et physiquement, ce sera très difficile d’aller la jouer. Je pense qu’il a pris une décision sage. Comme il l’est. Je ne le savais pas mais je m’attendais à ce qu’il dise : "Ça se termine". »

— Bernard Laporte

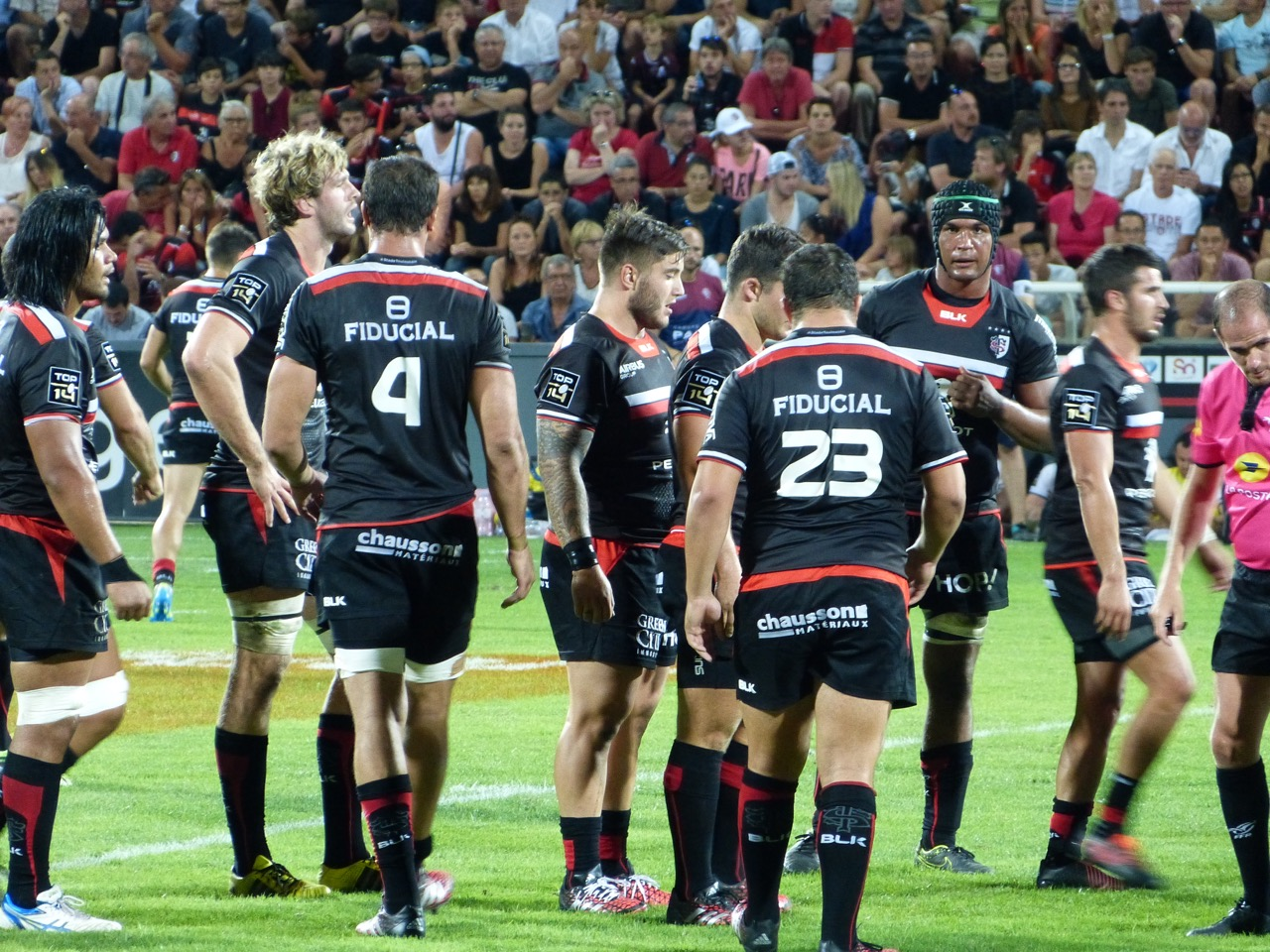
Thierry Dusautoir, avec le Stade toulousain, contre l'Union Bordeaux-Bègles le 27 août 2016.

Mais aussi de Marc Lièvremont, qui l'a nommé pour la première fois capitaine, et Philippe Saint-André. De nombreux joueurs, coéquipier ou non, ont rendu hommage à Thierry Dusautoir, via leurs comptes twitter comme Maxime Machenaud, Brice Dulin, Lionel Faure, Marc Andreu... Mais aussi ses adversaires, comme l'ex-capitaine du XV de la rose, Will Carling. De nombreux joueurs ont aussi réagi via des interviews, comme Sébastien Chabal, Julien Bonaire ou encore Raphaël Ibanez,.

« Thierry était un capitaine et un leader d’exemple parce que qu’il ne parlait pas beaucoup. Il ne se plaignait jamais et se mettait toujours au service de l’équipe. J’ai connu des capitaines qui étaient plus des leaders de parole que des leaders de terrain. Ce qu’il a réussi est remarquable, d’autant qu’il a connu des saisons difficiles à cause des blessures. Ça restera un des plus grands joueurs de l’histoire du XV de France. »

— Sébastien Chabal
Après une saison 2016-2017 difficile avec le Stade toulousain, qui ne parvient pas à se qualifier en phase finale du championnat, il annonce le 19 avril 2017 qu'il a décidé de mettre un terme à sa carrière de joueur à l'issue de la saison. De nouveau, de nombreux joueurs lui rendent hommage, via leurs comptes twitter : ses coéquipiers en équipe de France comme Sylvain Marconnet, Julien Pierre, Fulgence Ouedraogo ou Dimitri Szarzewski, ses coéquipiers en club comme Virgile Lacombe, David Mélé ou Cyril Baille mais aussi ses adversaires comme Sergio Parisse ou Bryan Habana. Jean-René Bouscatel, son président au Stade toulousain de 2006 à 2017, lui rend aussi hommage sur le compte twitter du club :

« Thierry Dusautoir, il y a des grands et des très grands. Permets-moi simplement de te dire que tu es un très grand. »

— Jean-René Bouscatel
En avril 2017, il est sélectionné par Vern Cotter pour disputer les derniers matchs de sa carrière avec les Barbarians qui affrontent l'Angleterre le 28 mai à Twickenham puis l'Ulster à Belfast le 1er juin. Il est titularisé et capitaine lors des deux rencontres. Les Baa-Baas Britanniques s'inclinent 28 à 14 face aux Anglais puis parviennent à s'imposer en Irlande 43 à 28 face à l’équipe de l'Ulster . À la 78e minute de la deuxième rencontre, ses coéquipiers le laissent transformer l'essai de Iosefa Tekori, marqué entre les poteaux, pour terminer sa carrière.

### Reconversion
En 2015, il monte sa société South Market Group d’import-export de fruits et légumes en provenance d’Amérique du Sud. Après avoir mis un terme à sa carrière sportive, il s’investit pleinement dans sa reconversion.
Thierry Dusautoir a été l'un des associés de la société AllMySms, l'un des leaders du marketing mobile par SMS et messages vocaux. Depuis novembre 2017 et jusqu'à sa revente en 2021, il s'est investi dans le développement de la société en France et à l'international. Il reprend également ses études en suivant un MBA à l'EM Lyon Business School. Depuis 2021, il est cofondateur avec Laurent Silva de Melting Capital, investissant essentiellement en pre-seed et seed dans des projets Tech orientés SaaS, CpaaS, modèles à revenu récurrent et/ou de type communauté.
Depuis la tournée de l'équipe de France en Nouvelle-Zélande en juin 2018, il est consultant sur Canal+ pour analyser les matches du XV de France aux côtés de Sébastien Chabal et Marc Lièvremont.

## Palmarès

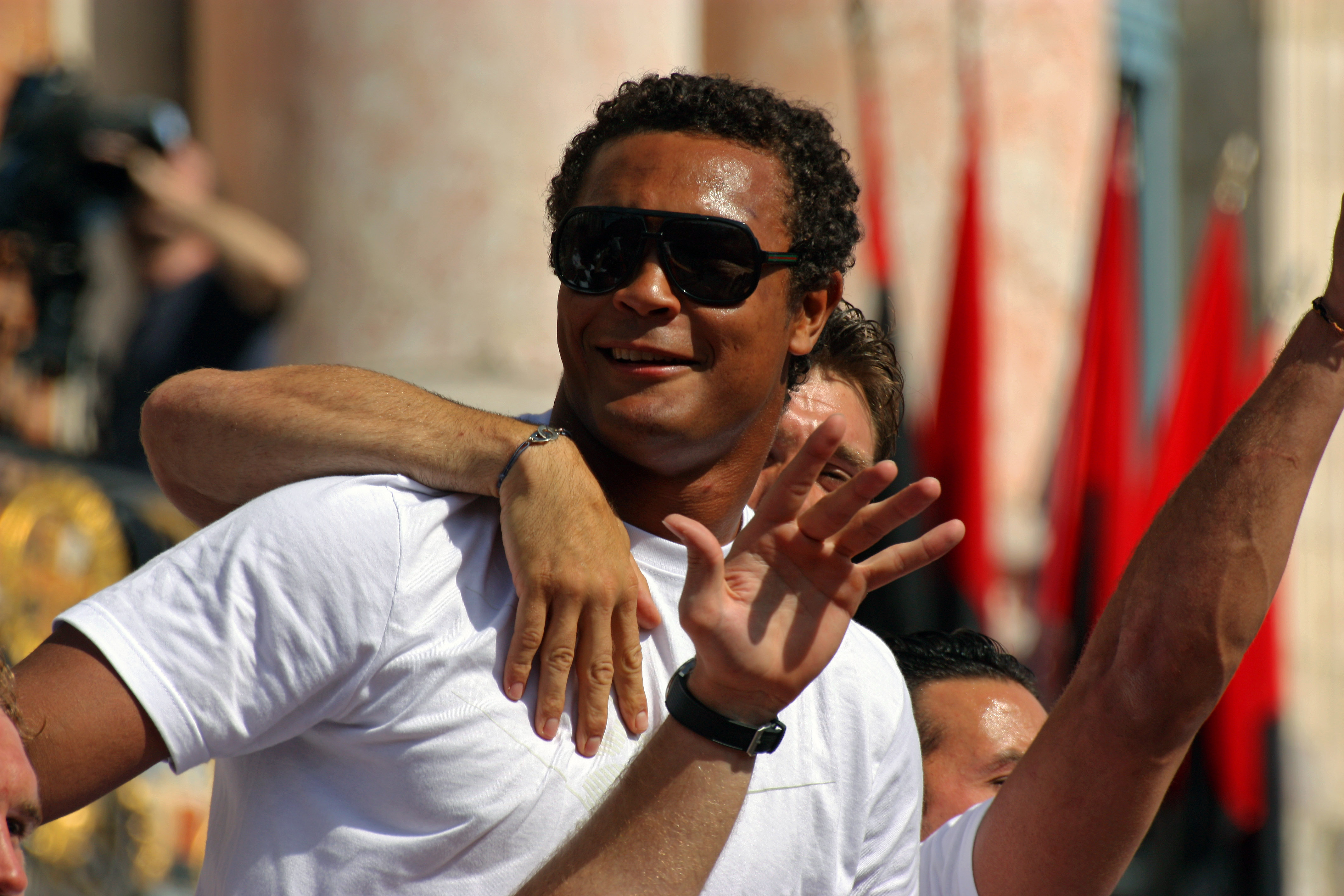
Dusautoir célébrant le titre de champion de France de Toulouse, en juin 2011.

### En club
- Coupe d'Europe : 
  - Vainqueur (1) : 2010 avec le Stade toulousain
  - Finaliste (2) : 2006 avec le Biarritz olympique et 2008 avec le Stade toulousain.
- Championnat de France de rugby à XV : 
  - Vainqueur (5) : 2005 et 2006 avec le Biarritz olympique, 2008, 2011 et 2012 avec le Stade toulousain.

### En équipe nationale

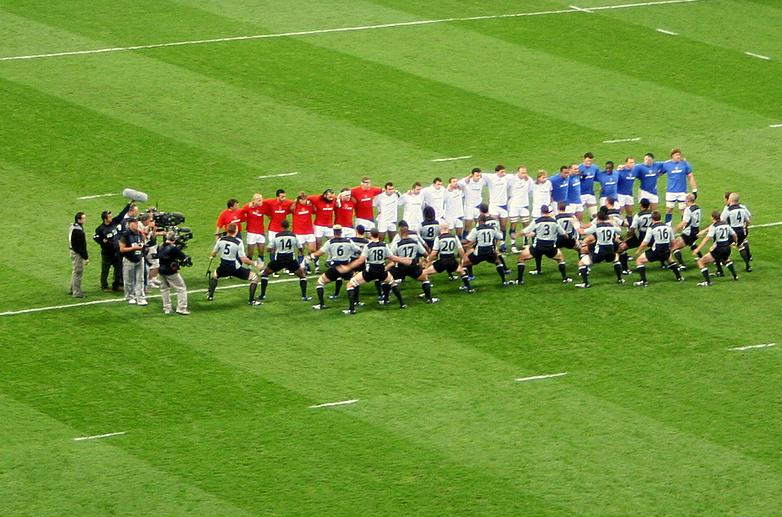
Quart-de-finale France - All Blacks en 2007.

Thierry Dusautoir compte 80 sélections, dont 79 titularisations, avec l'équipe de France au cours desquels il marque 30 points, six essais. Il obtient sa première cape le 17 juin 2006 à Bucarest face à la Roumanie, où il en profite pour inscrire son premier essai avec son équipe nationale. Parmi ces rencontres, il occupe le poste de capitaine à 56 reprises, occupant pour la première fois cette fonction le 13 juin 2009 à Dunedin face aux All Blacks.
Avant ses sélections avec l'équipe de France, Thierry Dusautoir porte le maillot bleu avec d'autres sélections. Il joue ainsi avec l'équipe de France des moins de 19, 20 et 21 ans, participant au championnat du monde en 2001 en Australie, en 2002 en Afrique du Sud. Il obtient des sélections avec l'Équipe de France Universitaire. Il joue également avec l'équipe de France A, obtenant deux sélections en 2004, face à l'Italie A et l'Angleterre A, puis en 2006, face à l'Irlande A et l'Italie A.

#### Coupe du monde

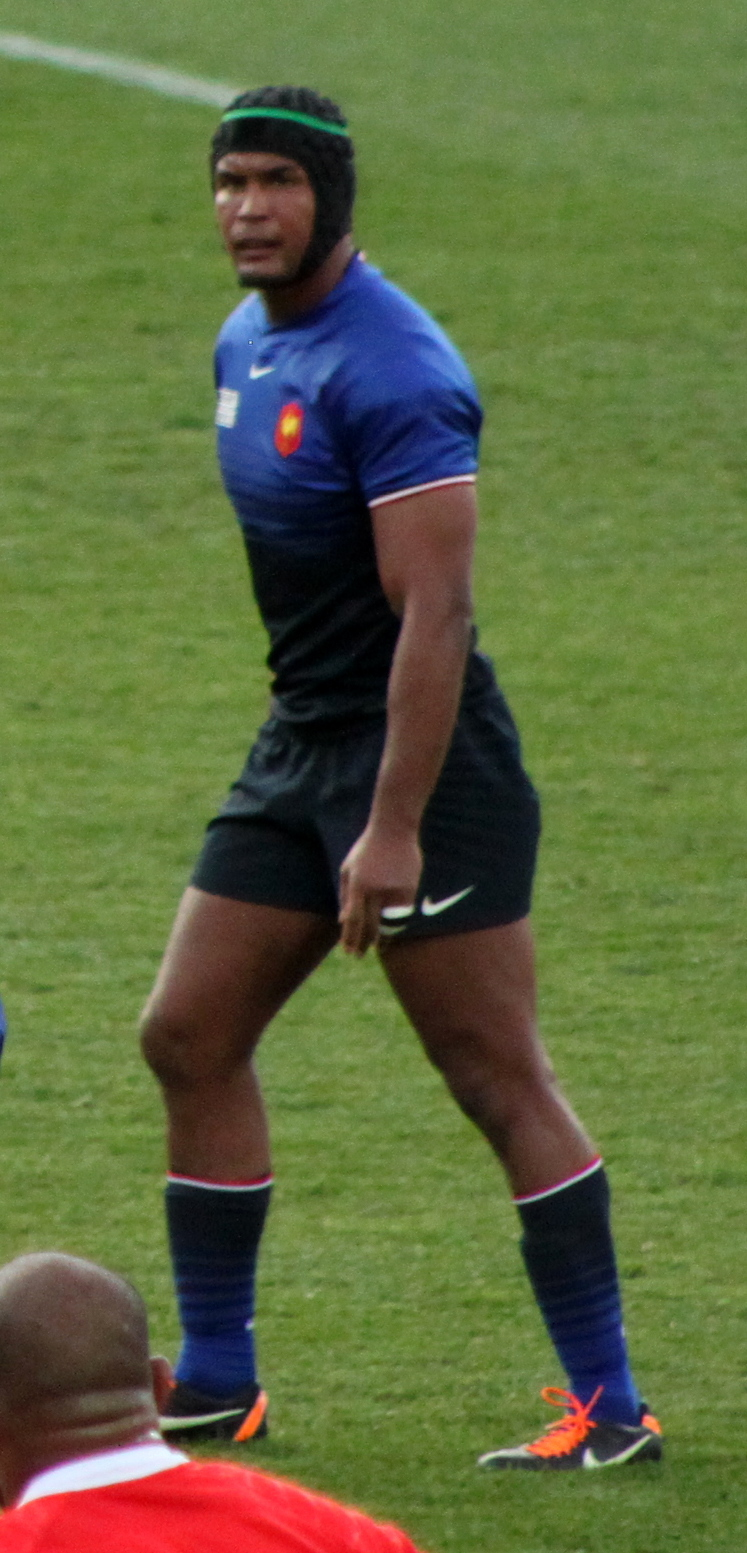
Thierry Dusautoir lors de la coupe du monde de rugby 2011.

Thierry Dusautoir participe à trois éditions de la Coupe du monde en 2007, où la France termine quatrième, en 2011 où les Bleus sont vaincus en finale par les All Blacks et en 2015. Lors de l'édition de 2007, il dispute cinq rencontres, face à la Namibie, l'Irlande, la Nouvelle-Zélande, l'Angleterre et l'Argentine, inscrivant deux essais, face à la Namibie puis la Nouvelle-Zélande. En 2011, il dispute six matchs, face au Japon, la Nouvelle-Zélande, les Tonga, l'Angleterre, le pays de Galles et de nouveau les All Blacks où il inscrit son seul essai de cette édition. En 2015, il dispute le premier match face à l'Italie puis le Canada et l'Irlande. Il participe également au quart de finale face aux All Blacks. Au total, il compte quinze rencontres et quinze points marqués.
| Édition               | Rang            | Résultats France | Résultats Dusautoir | Matchs Dusautoir |
| --------------------- | --------------- | ---------------- | ------------------- | ---------------- |
| France 2007           | Quatrième       | 4 v, 0 n, 3 d    | 3 v, 0 n, 2 d       | 5/7              |
| Nouvelle-Zélande 2011 | Deuxième        | 4 v, 0 n, 3 d    | 3 v, 0 n, 3 d       | 6/7              |
| Angleterre 2015       | Quart de finale | 3 v, 0 n, 2 d    | 2 v, 0 n, 2 d       | 4/5              |

Légende : v = victoire ; n = match nul ; d = défaite.

#### Tournoi des Six Nations
Il participe à sept éditions du Tournoi des Six Nations en 2008, 2009, 2010, 2011, 2012, 2013, 2015, pour un total de 34 matchs et un essai marqué dans cette compétition. Il participe à la victoire dans le Grand Chelem en 2010.
| Édition          | Rang | Résultats France | Résultats Dusautoir | Matchs Dusautoir |
| ---------------- | ---- | ---------------- | ------------------- | ---------------- |
| Six Nations 2008 | 3    | 3 v, 0 n, 2 d    | 2 v, 0 n, 2 d       | 4/5              |
| Six Nations 2009 | 3    | 3 v, 0 n, 2 d    | 2 v, 0 n, 1 d       | 5/5              |
| Six Nations 2010 | 1    | 5 v, 0 n, 0 d    | 5 v, 0 n, 0 d       | 5/5              |
| Six Nations 2011 | 2    | 3 v, 0 n, 2 d    | 3 v, 0 n, 2 d       | 5/5              |
| Six Nations 2012 | 4    | 2 v, 1 n, 2 d    | 2 v, 1 n, 2 d       | 5/5              |
| Six Nations 2013 | 6    | 1 v, 1 n, 3 d    | 1 v, 1 n, 3 d       | 5/5              |
| Six Nations 2015 | 4    | 2 v, 0 n, 3 d    | 2 v, 0 n, 3 d       | 5/5              |

Légende : v = victoire ; n = match nul ; d = défaite ; la ligne est en gras quand il y a Grand Chelem.
Dans les trophées opposant deux sélections nationales, il remporte à une reprise, en 2009, le Trophée Dave Gallaher qui récompense le vainqueur de l’opposition entre la France et la Nouvelle-Zélande, une reprise le Trophée Eurostar en 2010 pour l'opposition face aux Anglais, et à cinq reprises le  Trophée Giuseppe Garibaldi en 2008, 2009, 2010, 2012 et 2015 pour les matchs face aux Italiens.

#### Liste des essais
| Numéro | Date              | Lieu                         | Adversaire       | Compétition             | Résultat |
| ------ | ----------------- | ---------------------------- | ---------------- | ----------------------- | -------- |
| 1      | 17 juin 2006      | Stade Cotroceni, Bucarest    | Roumanie         | Test match              | Victoire |
| 2      | 16 septembre 2007 | Stadium (Toulouse), Toulouse | Namibie          | Coupe du monde          | Victoire |
| 3      | 6 octobre 2007    | Millennium Stadium, Cardiff  | Nouvelle-Zélande | Coupe du monde          | Victoire |
| 4      | 27 février 2009   | Stade de France, Paris       | Pays de Galles   | Tournoi des Six Nations | Victoire |
| 5      | 21 novembre 2009  | Stade de France, Paris       | Samoa            | Test match              | Victoire |
| 6      | 23 octobre 2011   | Eden Park, Auckland          | Nouvelle-Zélande | Coupe du monde          | Défaite  |

## Style
Bien qu'il soit décrit comme quelqu'un de timide et parlant peu par ses coéquipiers, ses prises de paroles sont importantes, ses coéquipiers à Toulouse, Yves Donguy et Grégory Lamboley déclarant respectivement « Il ne s'exprime pas beaucoup, mais quand il le fait; tu as intérêt à l'écouter », « Son temps de parole est tellement rare que quand il parle, ça te touche ». Son entraîneur à Toulouse Guy Novès reconnait son implication « Il intervient toute la semaine mais en remet une couche au dernier moment ».
Selon Julien Bonnaire, international français qui l'a côtoyé en équipe de France, Thierry Dusautoir est un capitaine « par l'exemple », préférant l'attitude. Jean-Pierre Rives, autre capitaine des Bleus, estime qu'il est « inspirant », « Grâce à son jeu plus que par la parole ...c'est quelqu'un qu'on a envie de suivre. ». 
Sur le plan du  jeu, Thierry Dusautoir est reconnu comme un grand défenseur. Ce sont ces qualités qui le révèlent lors du quart de finale victorieux contre la Nouvelle-Zélande lors de la Coupe du Monde 2007, où il marque un essai et réalise le nombre très élevé de 29 plaquages, ou 38 en comptabilisant les assistances au plaquage. Lors de la finale de coupe du monde 2011, face à ces mêmes All Blacks, il réalise 16 plaquages, contre un manqué, provoquant également deux turnovers lors de ces plaquages.

## Reconnaissance
Ses qualités lui valent de recevoir quelques distinctions personnelles. Sur le plan sportif, la plus importante est sa désignation comme meilleur joueur du monde IRB 2011, où il est préféré aux Néo-Zélandais Piri Weepu, Jerome Kaino et Ma'a Nonu, et aux Australiens David Pocock et Will Genia. Il est également récompensé au niveau du rugby français, obtenant le titre de meilleur international lors de la sixième Nuit du rugby, en 2009. Lors des différentes éditions de cette cérémonie, il est élu dans le XV de rève en 2008, 2009, 2010.
Il est également reconnu par les médias : en 2009, le  journal français spécialisé dans le rugby Midi olympique le désigne Oscar d'argent, devancé par Maxime Mermoz. En 2011, il est désigné Oscar Monde, devant le capitaine des All Blacks Richie McCaw et le Gallois Jamie Roberts. En 2012, il obtient l'Oscar d'or.
Il reçoit également des distinctions au niveau national, obtenant le titre de Chevalier de l'ordre national de la Légion d'honneur le 14 juillet 2015.

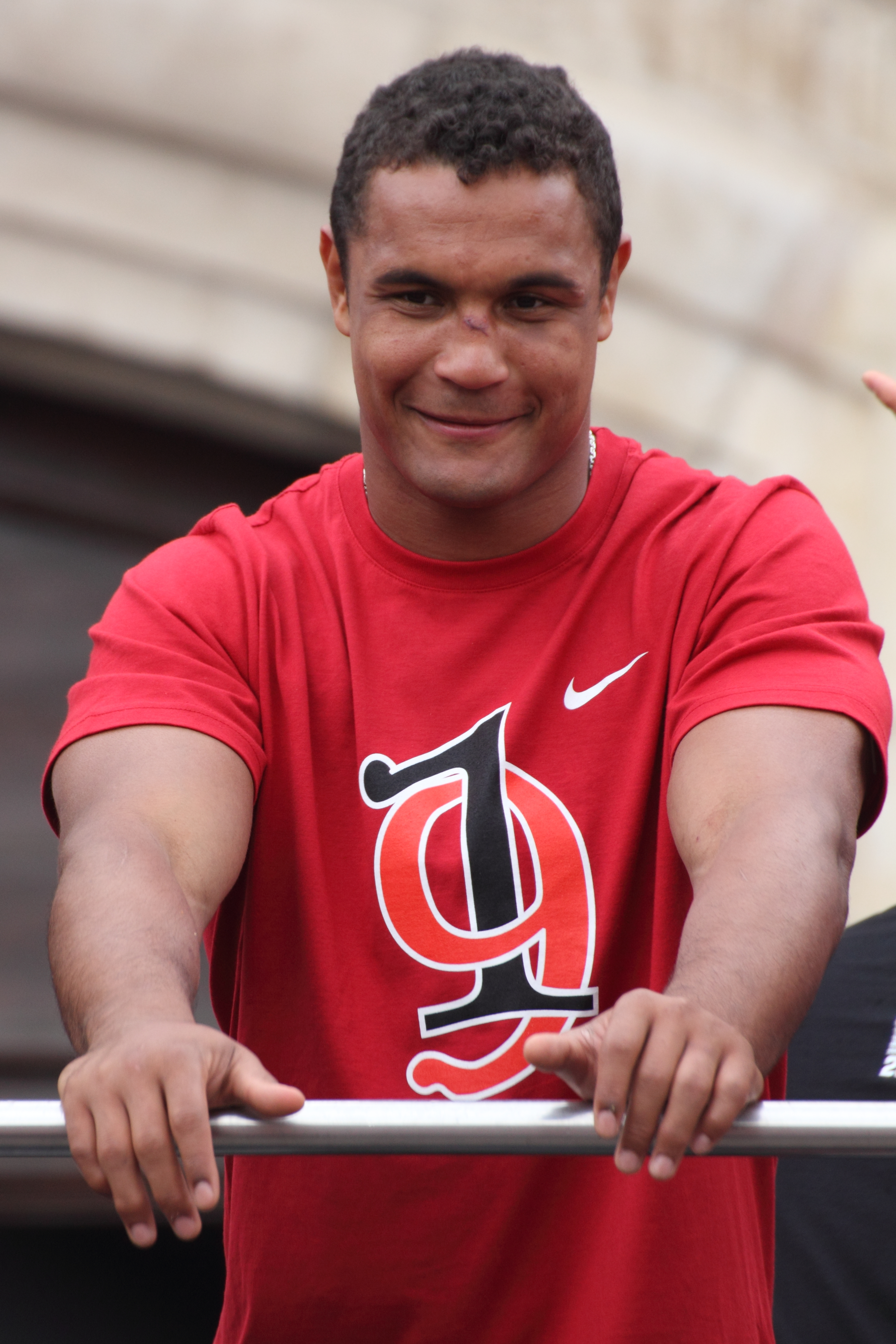
Thierry Dusautoir fête le de champion de France de son club en 2012.

Quelques jours avant le quart de finale de la coupe du monde 2015 entre la France et la Nouvelle-Zélande, Steve Hansen, alors entraineur des All Blacks, déclare au sujet de Thierry Dusautoir : « Dusautoir est un immense joueur, peut-être un des meilleurs qui soit à son poste. Thierry a un jeu posé, il est calme sous la pression, il joue avec sa tête à bon escient. Et c’est une bonne personne, il joue avec le bon état d’esprit. C’est un bon ambassadeur pour le rugby français. ».
Le 15 novembre 2014, pour la première fois, des peluches à l'effigie de joueurs de rugby sont créées par la marque spécialisée Poupluches. Quatre joueurs du Stade toulousain sont choisis pour cela, Yoann Huget, Thierry Dusautoir, Maxime Médard et Gaël Fickou.
Dusautoir est introduit en 2023 au Temple de la renommée World Rugby.
En 2024, il remporte le prix spécial des 20 ans de la Nuit du rugby. Il est élu par ses pairs pour désigner le joueur le plus emblématique des vingt dernières années de Top 14 et Pro D2.

## Décorations
- Chevalier de la Légion d'honneur (décret du 13 juillet 2015)[106]

## Revenus, collaborations et activités en dehors du rugby
Selon Le Journal du dimanche (JDD), il fait partie en 2013 des joueurs les plus côtés en France et émarge, avec Pascal Papé, Louis Picamoles, François Trinh-Duc, Luc Ducalcon ou Vincent Clerc, entre 350 et 500 000 euros net par an. Son salaire mensuel serait selon le même JDD de 43 000 euros, ce qui le placerait au cinquième rang des joueurs évoluant en championnat de France pour la saison 2013-2014, derrière Jonny Wilkinson, premier avec 56 000 €, puis Jonathan Sexton, Bryan Habana et Morgan Parra. Selon le Daily Telegraph, il est, avec 520 000 euros annuels, huitième au classement des joueurs les mieux payés au monde en 2015 - Japon exclu.
Comme de nombreux sportifs, il a également des activités dans le monde de la publicité. En 2011, il fait partie d'une publicité pour Dim avec Maxime Mermoz, Alexis Palisson, Henry Chavancy et Aurélien Rougerie dans le cadre d'un contrat avec l'équipe de France.
La même année, il signe un contrat avec Lagardere Unlimited.
Ayant l'ambition de devenir ingénieur afin de rejoindre des sociétés importantes sur la région toulousaine, Airbus ou EADS, il est diplômé depuis 2005 de l'École nationale supérieure de chimie, de biologie et de physique de l'Institut polytechnique de Bordeaux, Toutefois, c'est dans le monde de l'entrepreneuriat qu'il entre dès 2009, en tant qu'associé de MS Innovations, société travaillant dans le monde de la téléphonie mobile puis Tickxpress par une scission de la première.
En 2013, il intègre la Team BMW Sport Experience et devient ambassadeur de la marque à travers différents événements nationaux.

## Vie privée
Thierry Dusautoir est le fils de Bertrand, un professeur de physique-chimie, et de Kekane, une aide-soignante ivoirienne. Il a une sœur, Wassia. Sa mère l'a beaucoup inspiré, notamment par sa combativité. Ainsi, lorsque Corinne Laurent du quotidien La Croix lui demande un modèle de vie, le capitaine de l'équipe de France lui répond : « Ma mère est pour moi un modèle de volonté et de ténacité. »
Il est titulaire d'un Baccalauréat scientifique et d'un diplôme d'Ingénieur Matériaux à l'École nationale supérieure de chimie, de biologie et de physique de Bordeaux obtenu en 2005.
Il est marié depuis le 6 juillet 2013 avec sa compagne argentine Sofia. Ils ont une fille, Canela, née en février 2015.
Son arrière-arrière-grand-père, Joseph Duquenoy-Martel, maire de la ville de Calais, a marié Yvonne Vendroux et Charles de Gaulle en 1921. Son grand-père Jean était aviateur durant la Seconde Guerre mondiale.